# 四川省高级人民法院
四川省高级人民法院是中華人民共和國四川省的高级人民法院。

## 机构设置[1]

### 审判业务部门
- 立案庭第一庭
- 立案庭二庭
- 立案庭三庭
- 刑事审判第一庭
- 刑事审判第二庭
- 刑事审判第三庭
- 环境资源审判庭
- 民事审判庭第一庭
- 民事审判庭第二庭
- 民事审判庭第三庭
- 行政审判庭
- 审判监督庭第一庭
- 审判监督庭第二庭
- 执行局
- 赔偿委员会办公室

### 其他部门
- 办公室
- 政治部
- 审判管理委员会办公室
- 政策法律研究室
- 技术室
- 司法警察总队
- 司法行政装备管理处
- 监察室
- 机关党委办公室
- 宣传教育处
- 离退休人员工作处
- 四川法官法院
- 机关服务中心
- 法官协会

## 历任领导

### 四川省人民法院
院长
- 樊建德

副院长

### 四川省高级人民法院
院长
副院长

## 对应中级人民法院/铁路运输中级法院
- 四川省成都市中级人民法院
- 四川省自贡市中级人民法院
- 四川省攀枝花市中级人民法院
- 四川省泸州市中级人民法院
- 四川省德阳市中级人民法院
- 四川省绵阳市中级人民法院
- 四川省广元市中级人民法院
- 四川省遂宁市中级人民法院
- 四川省内江市中级人民法院
- 四川省乐山市中级人民法院
- 四川省宜宾市中级人民法院
- 四川省南充市中级人民法院
- 四川省达州市中级人民法院
- 四川省雅安市中级人民法院
- 四川省阿坝藏族羌族自治州中级人民法院
- 四川省甘孜藏族自治州中级人民法院
- 四川省凉山彝族自治州中级人民法院
- 四川省广安市中级人民法院
- 四川省巴中市中级人民法院
- 四川省眉山市中级人民法院
- 四川省资阳市中级人民法院
- 成都铁路运输中级法院